# Dischalis leucomera
Dischalis leucomera är en fjärilsart som beskrevs av George Francis Hampson 1918. Dischalis leucomera ingår i släktet Dischalis och familjen nattflyn. Inga underarter finns listade i Catalogue of Life.